# Marta Navarrete
Marta Navarrete Llinás (Salvaleón, Badajoz, 12 de septiembre de 1980) es una científica española, química, doctora en neurociencias e investigadora. Ganó el Premio Olympus para Jóvenes Investigadores, otorgado por la Sociedad Española de Neurociencia por su labor científica. Es coautora de varias publicaciones académicas y en prensa especializada en la función de los astrocitos como fuente de señalización, expandiendo el modelo de almacenamiento celular de información que se basaba únicamente en la actividad neuronal. Sus estudios también se han centrado en la implicación de los astrocitos en los procesos de adicción a las drogas y en enfermedades neurodegenerativas como el Alzheimer.

## Estudios y trayectoria profesional
Comenzó su carrera en la Universidad de Extremadura en el campo de la química cuántica. Posteriormente, continuó como investigadora en el Instituto Cajal (CSIC), en el Albert Einstein College University (Nueva York), y desde 2014 trabaja en el Centro de Biología Molecular Severo Ochoa (CSIC). Está interesada en el estudio del papel que juegan los astrocitos (las células más abundantes del sistema nervioso central) en los procesos de memoria, proceso de información y aprendizaje y sus implicaciones, tanto fisiológicas como patológicas, en la función cerebral.
Sus trabajos contribuyeron en demostrar que la fisiología cerebral no resulta exclusivamente de la actividad neuronal sino de la actividad concertada de redes astroneuronales, revelando una mayor capacidad computacional del cerebro en los procesos de aprendizaje y memoria. Es decir, los astrocitos sirven de puente entre neuronas que no se encuentran directamente conectados. Santiago Ramón y Cajal originalmente postuló la posibilidad de que los astrocitos pudieran tener una función adicional a ser tan solo soportes pasivos de las neuronas. A finales del siglo xx se consiguieron las primeras evidencias de ello y el equipo liderado por el profesor Alonso Araque, del que Navarrete formó parte, ha conseguido evidencias científicas para demostrarlo.
En marzo de 2008 Marta Navarrete y Alonso Araque publicaron un artículo en la revista Neuron apuntando a la implicación de los astrocitos en los procesos de adicción a las drogas. Según el estudio, la estimulación de los receptores de cannabinoides en astrocitos activa una nueva vía de comunicación entre neuronas mediante la liberación del transmisor glutamato.
En marzo de 2016 Navarrete impartió un seminario en la Universidad Pablo de Olavide sobre la comunicación entre astrocitos y neuronas en la enfermedad de Alzheimer. Según sus estudios, los astrocitos están involucrados en la muerte neuronal que se produce en los pacientes de la enfermedad.
Sus estudios expanden el modelo Hebbiano incorporando los astrocitos como fuente de señalización al modelo de almacenamiento celular de información que se basaba únicamente en la actividad neuronal y contribuyen por tanto a incrementar el conocimiento de los procesos fundamentales en el funcionamiento del sistema nervioso, identificando elementos celulares y moleculares como dianas para el desarrollo de estrategias terapéuticas en el tratamiento del sistema nervioso.

## Publicaciones
Marta Navarrete ha participado como coautora de más de 20 estudios publicados en diversos medios como Neuron o PLOS Biology. Sus trabajos han sido citados en múltiples ocasiones, a nivel internacional, por autores de otras investigaciones en el campo. Según el doctor José Luis Trejo, vicepresidente de la Sociedad Española de Neurociencia las publicaciones de Navarrete han logrado alcanzar un gran índice de impacto.
Entre sus publicaciones se encuentran:
- Comunicación entre neuronas y astrocitos mediada por endocannabinoides (Tesis presentada el 22 de mayo de 2009). Concluye que los astrocitos participan activamente en la fisiología del sistema nervioso. Según experimentos detallados en la tesis los atrocitos localizados en el hipocampo de los ratones cuentan con receptores CB1 que se activan por endocannabinoides y explica los efectos producidos tras su activación: Aumentos del ion calcio (Ca2+) intracelular, activación de proteínas G y PLC, liberación de glutamato, segregación de corrientes lentas de entrada (conocidas como SIC) en las neuronas piramidales del CA1. Concluye también que mediante la acción combinada de endocannabinoides y glutamato los astrocitos realizan la función de puente en la comunicación no sináptica entre neuronas lo cual supone una nueva vía de señalización.[19] En 2015 la Sociedad Española de Neurociencia declaró que Navarrete ha demostrado que los astrocitos están involucrados en la transmisión y almacenamiento de información en el sistema nervioso.[7][20]

- Tripartite synapses: astrocytes process and control synaptic information. Publicado en 2009. Aporta evidencias de una comunicación bidireccional entre neuronas y astrocitos que denomina sinapsis tripartita. Según el estudio los astrocitos intervienen directamente en el control de la transmisión sináptica y en su plasticidad.[21] Entre las trabajos en los que ha participado Navarrete, este estudio es el que más veces ha sido citado. Lo utilizan como referencia 658 publicaciones a nivel mundial.[22][23]

- Astrocytes Mediate In Vivo Cholinergic-Induced Synaptic Plasticity. Publicado en 2012.[24] Considerada por el Instituto Cajal como su publicación más importante.[25]

- Astrocyte Calcium Signal and Gliotransmission in Human Brain Tissue. Publicado en 2013, Experimentos realizados en biopsias cerebrales de pacientes humanos epilepticos indicarón que los astrocitos humanos al igual que en estudios anteriores realizados con astrocitos de animales también responden a la actividad sináptica.[26]

- Astrocytes in endocannabinoid signalling. Publicado en 2014, detalla la importancia de los astrocitos en los procesos sinápticos, y aporta evidencias de su integración en el sistema endocannabinoide y de su función reguladora de la transmisión sináptica y su plasticidad mediante la activación de los receptores de cannabinoides de tipo 1 en los astrocitos que aumenta el calcio intracelular y estimula la emisión de glutamato.[27]

## Becas premios y reconocimientos
- En 2014 su proyecto “Alteración en la comunicación bidireccional entre astrocitos y neuronas en la enfermedad del Alzheimer” fue premiado en la primera edición de las Ayudas Fundación BBVA a Investigadores y Creadores Culturales.[28][9]
- En 2015 recibe el Premio Olympus para Jóvenes Investigadores. Sociedad Española de Neurociencia.[2][9]
- En 2015 la Beca L'Oreal-Unesco.[29]